# Tribunado
Tribunado fue el nombre de la cámara electiva dominicana entre 1844 y 1858.
La República Dominicana se independizó de Haití en 1844 y el 6 de noviembre promulgó su primera constitución. La Constitución dominicana de 1844 introdujo por vez primera el bicameralismo en el sistema político dominicano al prever la existencia de dos estamentos o cámaras en el congreso nacional: el consejo conservador y el tribunado, cámaras alta y baja que en otras constituciones dominicanas del siglo XIX y XX recibieron los nombre de Senado y Cámara de Diputados o Representantes; con ello se pretendía conformar un sistema según el modelo del Congreso de los Estados Unidos, en el que correspondería al Tribunado una función similar a la Cámara de Representantes en los Estados Unidos.
La designación de los tribunos fue por sufragio censitario indirecto a razón de 3 por cada una de las 5 provincias que conformaban la recién creada nación en dos niveles (Santo Domingo, Santiago o Cibao, Azua, La Vega y El Seibo). Los tribunos durarían en su función 6 años y podrían ser reelectos de manera indefinida. Tomando como ejemplo el sistema de renovación legislativa que la Constitución de los Estados Unidos establece para el Senado, un tercio de los tribunos debía ser renovado cada 2 años.
La designación del presidente del Tribunado correspondía a la misma cámara, de una terna votada por los miembros. Las sesiones del Tribunado se celebraron el actual Palacio de Borgellá en la Plaza Colón de la Ciudad Colonial de Santo Domingo, frente al primer ayuntamiento en el Palacio Consistorial.
La Constitución de 1844 fue enmendada dos veces en el año de 1854, una en febrero y otra en diciembre. Durante las enmiendas realizadas en febrero de 1854 el Tribunado cambió su nombre a Cámara de Representantes y el Consejo Conservador a Senado. Con las enmiendas de diciembre de 1854 República Dominicana se acoge al sistema unicameral, estableciendo solo un Senado Consultivo. Con la entrada en vigor de la Constitución de Moca de 1858 se volvió en República Dominicana a la legislatura bicameral.

## Miembros
Los primeros tribunos fueron elegidos el 27 de enero de 1845 y tomaron posesión el 8 de marzo. Estos fueron:
- Santo Domingo: Lic. José Joaquín Delmonte (Presidente), Francisco Javier Abreu y Juan Bautista Lovelace.
- Santiago: José Desiderio Valverde, Toribio López Villanueva y Joaquín Portes
- La Vega: José Concepción Tavera, Juan Bautista Ariza y Santiago Calderón.
- Azua: Bernardo Secundino Aybar, Juan Francisco Herrera y Alejo Justo Chalantte.
- El Seibo: Rafael Pérez, Lorenzo Hernández y Luis Devers.